# Paavo Yrjölä
Paavo Ilmari Yrjölä, född 18 juni 1902 i Tavastkyro, död 11 februari 1980 i Tavastkyro, var en finländsk friidrottare.
Yrjölä blev olympisk mästare i tiokamp vid olympiska sommarspelen 1928 i Amsterdam.